# Miguel Silveira
Miguel Silveira dos Santos dit Miguel Silveira ou juste Miguel, né le 26 mars 2003 à Vila Velha au Brésil, est un footballeur brésilien qui évolue au poste de milieu offensif au FK Sotchi.

## Biographie

### Fluminense FC
Né à Vila Velha au Brésil, Miguel Silveira est formé par le Fluminense. Il est intégré en équipe première par l'entraîneur Fernando Diniz en avril 2019 et joue son premier match en équipe première le 6 juin 2019, lors d'une rencontre de Coupe du Brésil face au Cruzeiro EC. Il entre en jeu à la place de Nino et les deux équipes se neutralisent (2-2). Avec cette apparition il devient à 16 ans, deux mois et dix jours le plus jeune joueur à débuter en professionnel pour Fluminense,. Il signe son premier contrat professionnel le lendemain de son premier match avec l'équipe première.
Il fait sa première apparition dans le championnat du Brésil le 15 juillet 2019 face au Ceará SC. Il entre en jeu à la place de João Pedro et les deux équipes se neutralisent (1-1 score final).

### RB Bragantino
Le 25 septembre 2021, Miguel Silveira s'engage en faveur du RB Bragantino pour un contrat courant jusqu'en décembre 2022. Il inscrit son premier but en professionnel lors d'une rencontre de Campeonato Paulista face à l'Associação Ferroviária de Esportes le 6 février 2022. Il est titularisé et ouvre le score sur une frappe lointaine mais son équipe se fait rejoindre et la rencontre se termine par un match nul de un partout,.

### FK Sotchi
Le 22 février 2023, Miguel Silveira rejoint la Russie afin de s'engager en faveur du FK Sotchi. Il signe un contrat courant jusqu'en juin 2026.
Miguel Silveira inscrit son premier but pour le FK Sotchi le 26 juillet 2023, lors d'une rencontre de coupe de Russie face au FK Fakel Voronej. Titularisé, il ouvre le score et participe à la victoire de son équipe par trois buts à un.